# Csató Lehel
Csató Lehel (Gyergyószentmiklós, 1971. szeptember 22. –) erdélyi magyar informatikus, egyetemi tanár.

## Életpályája
1995-ben matematika-informatika szakot végzett a kolozsvári Babeș–Bolyai Tudományegyetemen, ugyanott 1996-ban elvégezte a mesterséges intelligencia mesteri szakot.
Utána két évig az MTA budapesti Izotópkutató Intézetében dolgozott. 1998-tól a birminghami Aston University doktorandusza, ahol a doktori tézisét 2002-ben védte meg Gaussian Processes – Iterative Sparse Approximations címmel. 2003–2005 között a tübingeni Max Planck Institute for Biological Cybernetics intézetben dolgozott. 2005-től a Babeş–Bolyai Tudományegyetem matematika és informatika karán oktató, 2014-től egyetemi tanár.

## Munkássága
Kutatási területei: mesterséges intelligencia, azon belül gépi tanulás, adatelemzés, Gauss-folyamatok.

### Könyvei
- Csató Lehel, Bodó Zalán: Neurális hálók és a gépi tanulás módszerei, Kolozsvári Egyetemi Kiadó, 2008.
- Csató Lehel, Egri Edit: Bevezetés a deklaratív programozásba, Kolozsvári Egyetemi Kiadó, 2010.

### Válogatott cikkei
- Reiz, Beáta; Csató, Lehel: Bayesian Network Classifier for Medical Data Analysis, INTERNATIONAL JOURNAL OF COMPUTERS COMMUNICATIONS & CONTROL, 4 (1), pp. 65–72, 2009.
- Reiz, Beáta; Csató, Lebel: Tree-like Bayesian Network classifiers for surgery survival chance prediction, INTERNATIONAL JOURNAL OF COMPUTERS COMMUNICATIONS & CONTROL, 3, pp. 470–474, 2008.
- Bodo, Z.; Csató, L.: Hierarchical and Reweighting Cluster Kernels for Semi-Supervised Learning, INTERNATIONAL JOURNAL OF COMPUTERS COMMUNICATIONS & CONTROL, 5 (4), pp. 469–476, 2010.
- Reiz, Beáta; Csató, Lehel: Bayesian Network Classifier for Medical Data Analysis, INTERNATIONAL JOURNAL OF COMPUTERS COMMUNICATIONS & CONTROL, 4 (1), pp. 65–72, 2009.
- Reiz, Beáta; Csató, Lebel: Tree-like Bayesian Network classifiers for surgery survival chance predictio, INTERNATIONAL JOURNAL OF COMPUTERS COMMUNICATIONS & CONTROL, 3, pp. 470–474, 2008.
- Bodó, Z.; Csató, L.: Hierarchical and Reweighting Cluster Kernels for Semi-Supervised Learning, INTERNATIONAL JOURNAL OF COMPUTERS COMMUNICATIONS & CONTROL, 5 (4), pp. 469–476, 2010.
- Barillec, Remi; Ingram, Ben; Cornford, Dan; Csató, Lehel: Projected sequential Gaussian processes: A C++ tool for interpolation of large datasets with heterogeneous noise, COMPUTERS & GEOSCIENCES, 37 (3), pp. 295–309, 2011.

## Külső hivatkozások
- A Babeş–Bolyai Tudományegyetem matematika és informatika karának honlapja